# Willie Williams (Künstler)

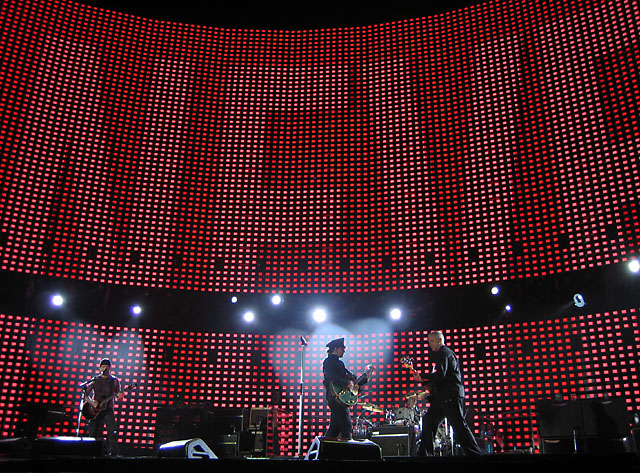
Teil des Licht Bühnendesigns der Vertigo Tour der Band U2

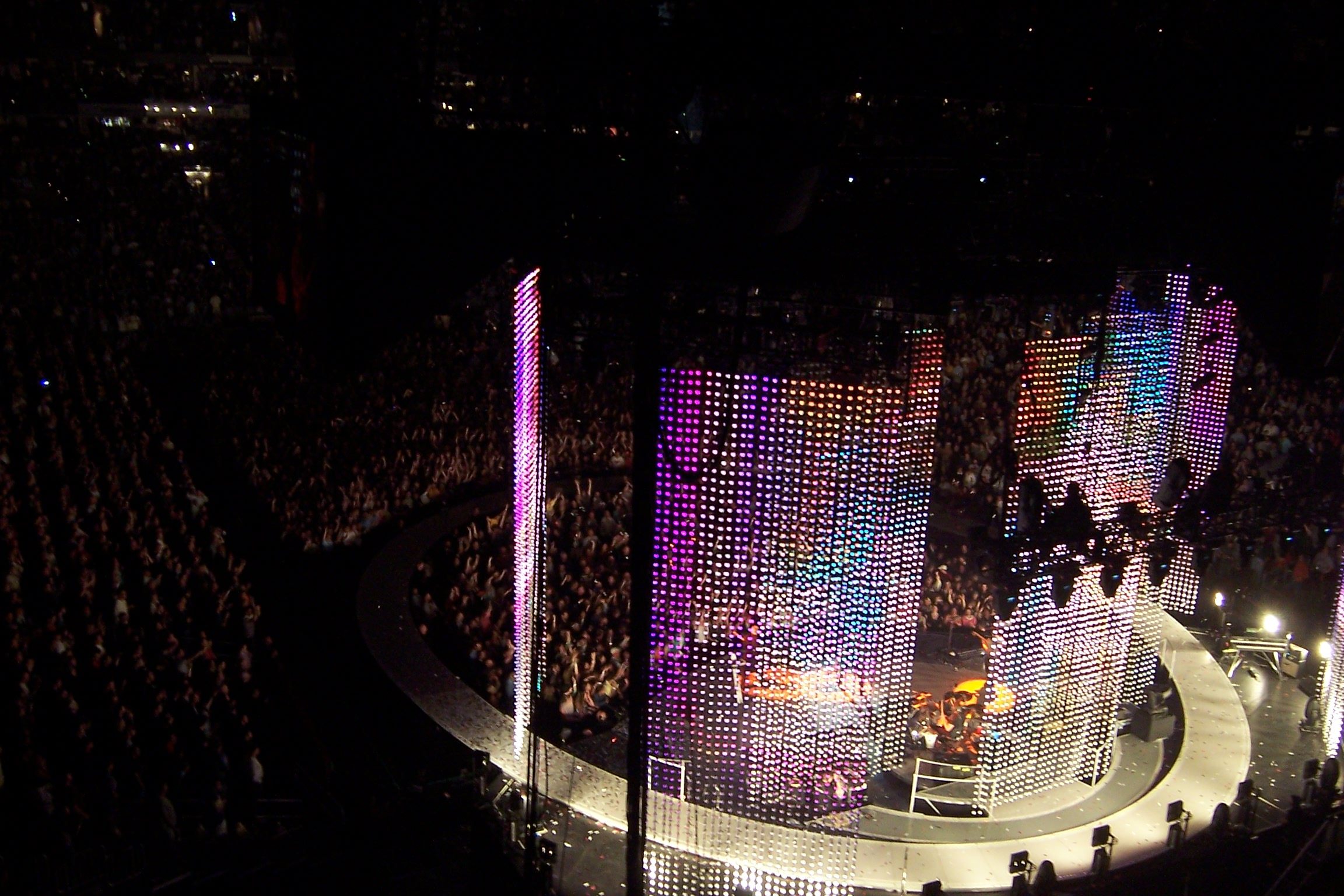
Willie Williams Bühne und Licht Design auf der U2 Vertigo Tour, 2005.

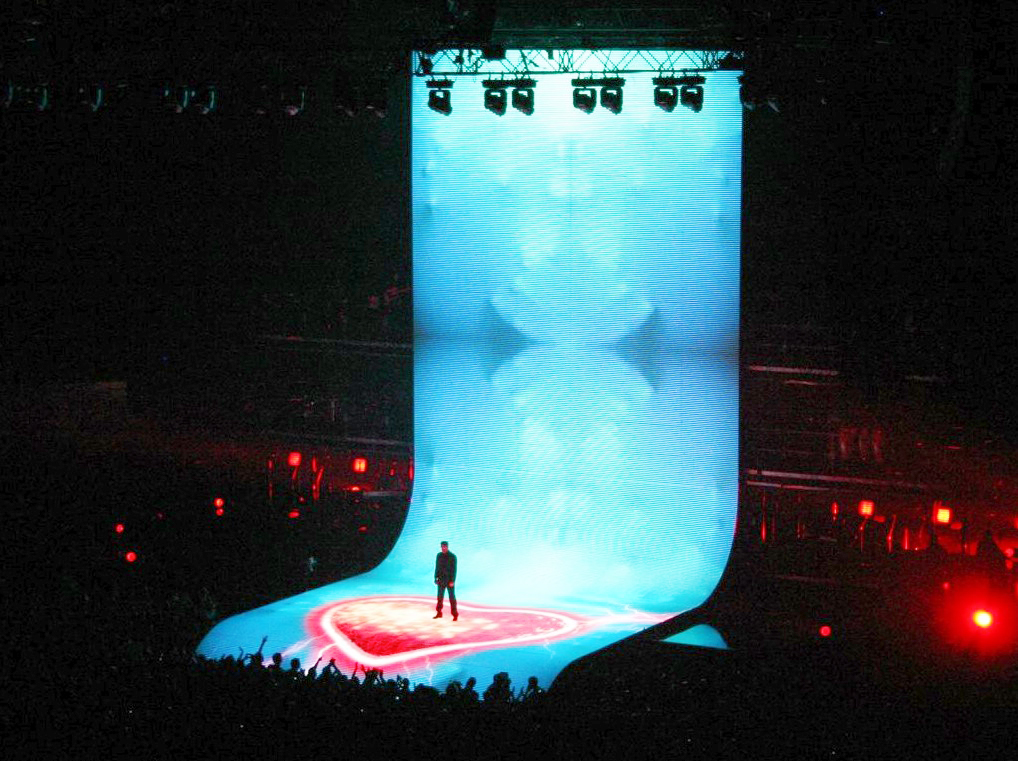
Willie Williams Show Design, George Michael, 25 Live Tour, 2006

Willie Williams (* 1959 in Newcastle-upon-Tyne, England) ist ein britischer Videokünstler und Designer für Lichtdesigns auf Konzertbühnen, in Theatern und bei Multimedia-Projekten. Bekannt geworden ist er durch die Bühnendesigns der Rockgruppe U2.
Aufgewachsen in Sheffield, England, war Williams ein überdurchschnittlicher Schüler in den Fächern Physik und Mathematik und plante  nach der Schule an dem University College, London Physik zu studieren. Mit der Entwicklung der Punk Musik entschied er sich jedoch in der Musik Szene aktiv zu werden. Dabei entwickelte er das Licht- und Bühnen-Designs der Bands Writz, Deaf School und Stiff Little Fingers. Nachdem er das Album Boy der Rockgruppe U2 gehört hatte, entschloss er sich, für die Band zu arbeiten und erhielt diesen Job auch, nachdem er den U2-Manager Paul McGuinness kontaktiert hatte.
Willie Williams war für alle Bühnendesigns der Gruppe U2 seit dem Jahre 1982 verantwortlich. Besonders außergewöhnlich war die  Zoo TV Tour (1992–93), aber auch die minimalistische War Tour (1982–83) und Unforgettable Fire Tour (1984–85), wie auch die Joshua Tree Tour (1987), Lovetown Tour (1989–90), PopMart Tour (1997–98), Elevation Tour (2001) und die Vertigo Tour (2005–06). Er hat auch mit Stars wie R.E.M., David Bowie, The Rolling Stones, Darren Hayes und George Michael gearbeitet.
Er arbeitete auch mit Laurie Anderson, Marianne Faithfull und dem Kronos Quartet zusammen. 
Williams arbeitete auch an Theaterproduktionen wie We Will Rock You, Little Britain Live, French and Saunders, The Fast Show, Barbarella und Pam Ann.